# Gyanta

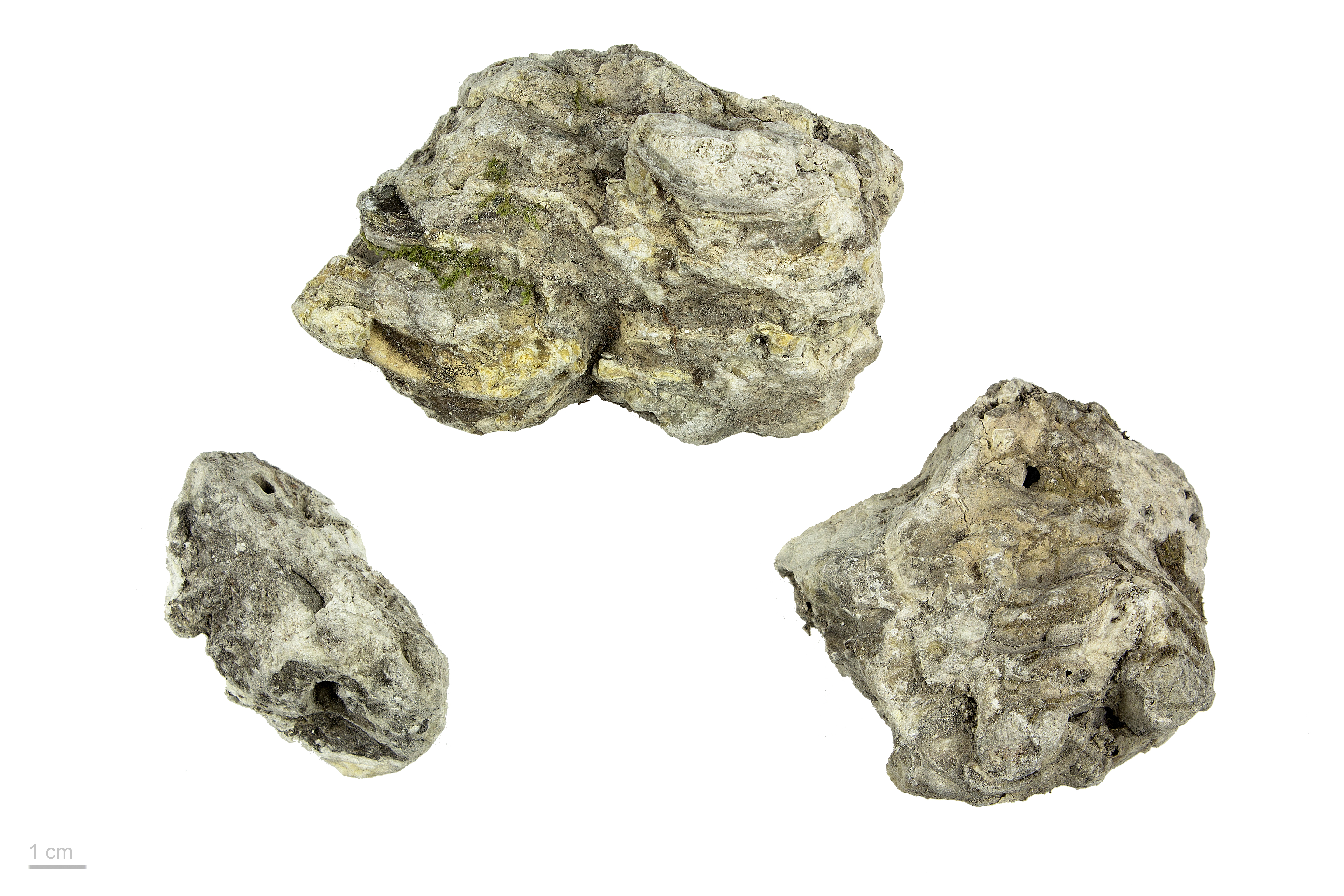
Protium Sp.

A gyanta különféle kemény, illetve félkemény, amorf, áttetsző, többnyire sárgás árnyalatú anyagok gyűjtőneve. Összetételük változatos. A természetes gyanták többségét növények termelik. A gyanta szó köznyelvi jelentése nem egyértelmű; a nyelvhasználat ingadozó:
- szűkebb értelemben vett gyanták fő alkotóelemei a diterpén típusú gyantasavak és származékaik; illóolajokat gyakorlatilag nem tartalmaznak;
- tágabb értelemben nemcsak az illóolajokat is tartalmazó 'balzsamokat soroljuk ide, de az alapvetően szénhidrátokból álló mézgákat (avagy gumigyantákat) is.

A szűkebb értelmezés szerint tehát a fenyőfélék sok illóolajat tartalmazó váladéka voltaképpen nem gyanta, hanem balzsam. Ennek felel meg az az értelmezés is, amely a fenyők által termelt balzsam beszáradt maradéka már gyanta A balzsam tehát lényegében illóolajjal kevert gyanta, amely éppen ezért sziruposabb–folyósabb annál. Mivel a gyanták és balzsamok közt folyamatos az átmenet, ezeket itt összevontan szerepeltetjük, viszont külön tárgyaljuk a tőlük jelentősen eltérő összetételű mézgákat.
Felhasználásuk rendkívül változatos, ennek következményeként a természetes változatok mellett már sokféle mesterséges gyanta is van.
A természetes és mesterséges gyanták közös jellemzőjük, hogy vízben gyakorlatilag nem, szerves oldószerekben (alkohol, éter) és zsíros olajokban korlátozottan oldódnak.

## Természetes gyanták és balzsamok
A természetes gyanták a terpénekéhez hasonló kémiájú, anyagok. Összetevőik két fő csoportja a gyantasavak és a gyantaolajok. A balzsamok ezek mellett alkoholokat, fenolokat, észtereket és étereket tartalmaznak — ezek az adalékanyagok elsősorban a váladék illatát, színét és keménységét módosítják érdemben. Könnyen megolvaszthatók, de tovább hevítve párolgás helyett elbomlanak. Éghető anyagok; lángjuk erősen kormoz.

### Növényi gyanták és balzsamok
A mai növényi gyanták olyan, ragacsos váladékok, amelyeket főleg fenyőfélék és trópusi fák termelnek a fán ütött sebek védelmére. Ezek a gyanták, amelyek a fa törzsét és egyes fajok  leveleit is behálózó, kiválasztó epitélsejtekkel bélelt gyantajáratokban halmozódnak fel, azokból a sérülésbe ömlenek, majd a szabad levegőn megszilárdulnak; védő szerepük és mechanizmusuk tehát a kaucsukfa által kiválasztott kaucsukéhoz hasonló.
Balzsamot elsősorban a fás szárú növények termelnek törzsükben, méghozzá számos trópusi fa, valamint a tűlevelűek (Pinopsida) osztályának fajai. Jóval ritkábban mirigyszőrök is választanak ki gyantát, például a vadgesztenye rügypikkelyein.
Emellett termelnek hasonló anyagokat egyes lágyszárúak: a 
- zellerfélék (Apiaceae)
- pillangósvirágúak (Fabaceae)
- kenderfélék (Cannabaceae )

családok fajai. Ezekben a váladékot általában a női virágzat felleveleinek felszínén kiválasztásra módosult mirigysejtek termelik.
A fákban termelt balzsamok fő szerepe a sérülésvédelem: a fatörzs sebeiben az erre szolgáló hézagos szövetekből beszivárog a balzsam, és eltömíti a sérülést. Beszáradva (ahogy elpárolognak belőle az illóolajok) gyantává alakul, és meggátolja seb elfertőződését.
Ismertebb növényi gyanták:
- fenyőgyanta,
- benzoegyanta,
- dammara gyanta,
- gvajak gyanta.

A fenyőgyanták bepárlási maradéka a kolofónium.

#### Fosszilis gyanták
A kémiai átalakulások az elsődlegesen már megszilárdult gyantákban is folytatódnak, ezek a folyamatok azonban már nagyon lassúak. Félfosszilis, illetve fosszilis változataik közül a legismertebbek a borostyánkő és a kopál.

### Állati gyanták
Az állati eredetű gyanták közül a legismertebb a sellak.

## Felhasználása
Az illatos balzsamok kultikus célú felhasználása a történelem előtti időkre tekint vissza. Ettől nem független orvosi alkalmazásuk: antiszeptikus, gombaölő és gyulladáscsökkentő hatásukat több ősi kultúrákban is füstölőkben égetve aknázta ki. A híoszi pisztácia (Pistacia lentiscus) gumigyantája, a masztix volt az első olyan anyag, amellyel a lyukas fogakat tömítették.
Természetes élőhelyeiken, legalább ötezer éve gyűjtik több, a balzsamfafélék (Burseraceae) családjába tartozó növénynemzetség gyantáit (pontosabban: balzsamait). Ezek közül a legnevesebbek:
- a tömjénfa (Boswellia) nemzetség fáiból gyűjtött tömjén (latin neve: olibanum) és
- a szomáliai balzsamfa (Commiphora myrrha, ill. Commiphora molmol) terméke, a mirha (mirrha).

Régóta ragasztó-, bevonó- és kötőanyagnak használják főleg a
- kopál,
- szandarak és
- dammar („macskaszem”)

gyantákat.
A ciprusi terpentinfa (Pistacia terebinthus) és a palesztinai terpentinfa (Pistacia palaestina) gyantájából terpentint párolnak le.
Kedvező zsírtaszító tulajdonságait több területen is kiaknázzák. Elterjedt kötő- és tömítőanyagok.
A festék-, nyomda-, és papíriparban enyvezéshez használják.

### Élelmiszeripar
A masztix ma a rágógumik alkotóanyaga.
A komlógyanta anyagai adják a sörök ízét, illatát, stabilizálják habját és tartósító hatásuk is jelentős.
A híoszi pisztáciafa (masztixfa, Pistacia lentiscus) gyantájával ízesítik a masztika nevű görög szeszesitalt.

### Gyógyszeripar
Komlógyantákat tartalmaz számos nyugtató és enyhe altató.
A kendergyanták THC-tartalmának tudatmódosító hatása a marihuánában és a hasisban érvényesül.

### Festészet
A legkülönbözőbb anyagokra festett képek alapozóinak fontos összetevői a különféle gyanták, emellett számos régi festék fontos összetevői közt is szerepelnek.

### Zene
A gyanta nélkül a szőr túlságosan könnyen csúszik a húrokon, és nem hozza megfelelő rezgésbe őket. Ezért fontos, hogy a vonó ne csússzon meg a húrokon, hanem egyenletes tapadással folyamatosan rezegtesse azokat. Az egyes vonós hangszerekhez más-más típusú vonógyantát használnak, az egyes fajtákon belül minőségi kategóriákkal, amelyeket gyakran a gyanta színe jelez — van többféle árnyalatú zöld és sárga.

### Gumigyártás
A gumiipar alapanyagként használ többféle természetes és szintetikus gyantát. Természetes gyanta pl. a fenyőgyanta, és a természetes latex is tartalmaz (1%-nál kisebb mennyiségben) olyan anyagokat, mint a gyanták. A gumigyártásban a gyanták lágyítóként, csúsztatóként funkcionálnak, gyanták alkalmazásával jobban elkeverednek egymással a gumikeverék alapanyagai. A gyanták javítják a félkésztermékek alaktartóságát, növelik ragadósságát, savtartalmuknak köszönhetően növelik a beégési időt, javítják a vulkanizátum dinamikus tulajdonságait. Növelik a fém-gumi és szövet-gumi tapadást nyersen és vulkanizálva.

### Elektronika
Az elektronikában fémérintkezések, vezetékek forrasztásakor használják a felületek oxidmentesítésére. A forrasztás hőfokán elbomolva egy gyenge sav képződik, mely eltávolítja az oxidréteget, elzárja a levegőtől, majd elbomlik. Elterjedtek a gyantával kevert forrasztóónok is.

### Szépségápolás
Az illatszeriparban a gyantákat főleg szájápoló anyagokhoz, szappanokhoz és testápoló krémekhez használják, valamint néhány méregdrága parfümben.
A gyantát a kozmetikusok elsősorban szőrtelenítésre (depiláció) használják.
A bőrre tapadt maradékot legegyszerűbben olajos kendővel távolíthatjuk el. Az olaj lehet babaolaj vagy egyszerű napraforgóolaj.

## Borostyánkő
A borostyánkőből gyakran készítenek ékszereket és dísztárgyakat. Híres arról a tulajdonságáról, hogy kitűnő állapotban őrzi meg a még képlékeny állapotában beleragadt kisebb állatokat, elsősorban ízeltlábúakat. Ilyen állatzárványokból eddig több mint 2600 fajt határoztak meg.